# Geschichte Chinas

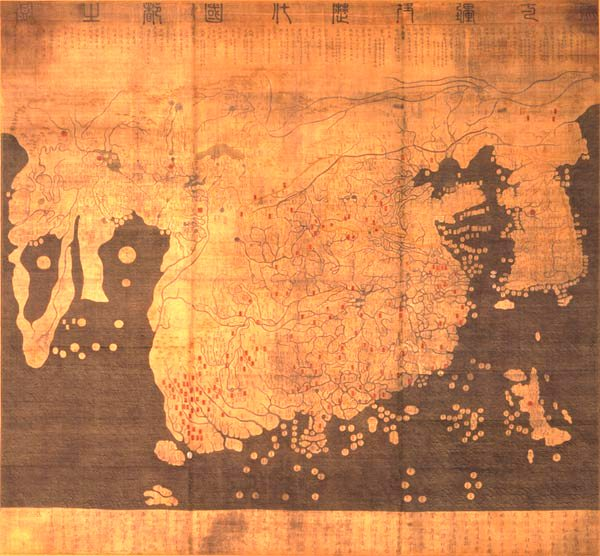
Historische Karte Chinas aus dem Jahr 1402

China gehört zu den ältesten Zivilisationen und Hochkulturen der Menschheit. Als Träger dieser Kultur und dominierende Volksgruppe haben sich in der Geschichte Chinas (chinesisch 中國歷史 / 中国历史, Pinyin Zhōngguó Lìshǐ) die Han-Chinesen etabliert.
Schriftliche Aufzeichnungen über die chinesische Kultur reichen über 3000 Jahre zurück. Im Mythos geht sie ursprünglich auf die drei Urkaiser zurück: Fu Xi, Shennong und schließlich den Gelben Kaiser Huangdi als eigentlichen Kulturschöpfer – ihnen voran gingen 16 irdische und eine Reihe sogenannter himmlischer Kaiser. Historische Belege für die Existenz dieser Persönlichkeiten gibt es allerdings keine, sie sollen laut Überlieferung vor 5000 bis 6000 Jahren gelebt haben.
Für eine schematische zeitliche Übersicht siehe: Zeittafel der chinesischen Geschichte.

## Vorgeschichte

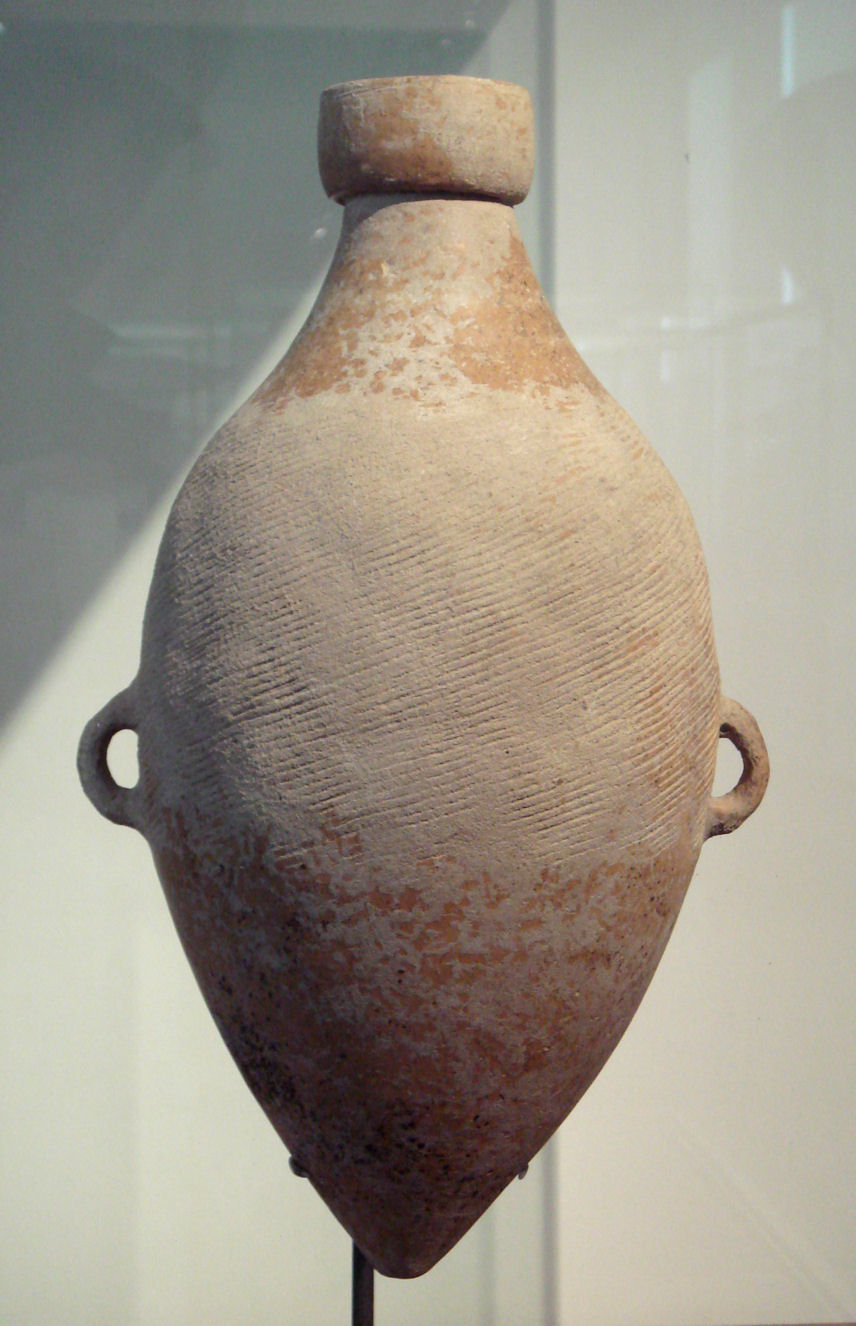
Amphore mit Schnurmuster aus der Yangshao-Kultur

Altpaläolithische Funde belegen, dass die Hominini-Art Homo erectus vor mindestens 500.000 bis 600.000 Jahren im Gebiet des heutigen China heimisch war. Belegt ist dies durch zwei Schädel und diverse Steinwerkzeuge des Yuanmou-Menschen, die in der Provinz Yunnan gefunden wurden. Sie wurden auf ein Alter zwischen 500.000 und 1,7 Millionen Jahre datiert; diese große Zeitspanne ist dem Umstand geschuldet, dass die genaue Lage der Fossilien zum Zeitpunkt der Datierung nicht mehr exakt bekannt war. Die ertragreiche Fundstätte im „Drachenknochenhügel“ von Zhoukoudian nahe Peking belegt, dass die Peking-Menschen vor etwa 400.000 Jahren dort lebten; sie werden ebenfalls Homo erectus zugerechnet. Die ältesten Belege für die Anwesenheit von frühen Verwandten des anatomisch modernen Menschen (Homo sapiens) sind jedoch 2,1 Millionen Jahre alte Steinwerkzeuge, die im Landkreis Lantian (Provinz Shaanxi) in der Fundstelle Shangchen entdeckt wurden, die aber wegen des Fehlens von Fossilien keiner bestimmten Art der Hominini zugeordnet werden konnten. Die Shangchen-Funde sind den Datierungen zufolge deutlich älter als die – mit einem Alter von 1,9 Millionen Jahren – frühesten Fossilien von Homo erectus / Homo ergaster in Afrika.
Der anatomisch moderne Mensch lebt ausweislich des Fossils Tianyuan 1 seit mindestens 40.000 Jahren in China.
Nach der letzten Kaltzeit stieg der Meeresspiegel an, so dass sich die Küstenlinie ins Landesinnere verschob. Die Region des heutigen Peking lag zu jener Zeit auf dem Boden eines Meeres, die Ebenen entlang der heutigen Küsten bestanden aus großflächigen Sumpflandschaften.
In der Jungsteinzeit gab es in China zahlreiche komplexere, regional verschiedene Kulturen, die sich vor allem durch ihre Schnurmusterkeramik identifizieren lassen. Sie sind für das heutige Hubei für vor 10.000, für das heutige Fujian für vor 8000 Jahren belegt. Vor 8000 Jahren dürfte südlich des Gelben Flusses der erste Ackerbau betrieben worden sein. Für dieselbe Zeit sind erste Wohnstätten mit Vorratswirtschaft belegt. Eventuell begann man auch in Südchina etwa zur gleichen Zeit mit dem Ackerbau. In Nordchina finden sich schließlich zahlreiche Stätten, an denen die Existenz von aus Holz gebauten Behausungen, die Haltung von Haustieren und die Anlage von Vorräten für vor 7000 Jahren belegt sind, während die Menschen Südchinas noch in Höhlen lebten. Bei Ausgrabungen sind auch zahlreiche Utensilien aus Stein und Knochen zu Tage getreten.
Es ist belegt, dass man in Nordchina vor 8000 Jahren mit dem Anbau von Hirse begann, die mit Steinsicheln geerntet und in getöpferten Schalen oder Dreifußbehältern aufbewahrt wurde. Hiervon ist die für die Chinesen wichtigste die Yangshao-Kultur, zu der etwa die gut erforschte Banpo-Siedlung gehört, darüber hinaus sind die Longshan-Kultur und die Majiayao-Kultur von Bedeutung. Die Kulturen Nordchinas weisen gewisse Ähnlichkeiten miteinander auf.
Die Kulturen Südchinas weisen einen anderen Charakter auf als jene Nordchinas. Statt Hirse domestizierten die Menschen Südchinas den Reis; der älteste Nachweis von Nassreisanbau stammt aus Hemudu und ist 7000 Jahre alt. Es gibt Funde von Reis, die mit 11.500 Jahren ein deutlich höheres Alter aufweisen, hierbei ist es aber unsicher, ob es sich um gesammelten oder angepflanzten Reis handelt.
Vor 5000 Jahren kühlte das Klima ab und Stämme aus dem Norden migrierten langsam in Richtung Süden. In dieser Zeit spielte sich der Übergang vom Leben als Jäger und Sammler zu sesshafter Lebensweise ab. Insgesamt sind für das fünfte bis zweite Jahrtausend v. Chr. zahlreiche neolithische Kulturen auf dem Gebiet des heutigen China belegt.
Diese frühen Kulturen Chinas hatten alle bereits ein hohes technisches Niveau erreicht. Sie stellten feine Keramik und Lackschüsseln her, hielten Haustiere und beherrschten zahlreiche Werkzeuge. Die ältesten Spuren von Textilproduktion haben ein Alter von 6000 Jahren. Die älteste Seide wurde auf ein Alter von 5300 Jahren geschätzt. Die ältesten schriftähnlichen Zeichen haben ein Alter von 7000 Jahren. Am Ende des 3. Jahrtausends v. Chr. hielt die Bronzeverarbeitung Einzug. Die Mechanismen, über die aus diesen verschiedenen Kulturen die Kernzelle der chinesischen Kultur wurde, sind noch Gegenstand von Untersuchungen. Die Erlitou-Kultur im heutigen Henan bildete mit ihrem hohen Organisationsgrad, der Herrscherfolgeregelung und ihren Handels-, Herrschafts- und Abhängigkeitsbeziehungen die Grundlage für die folgenden Königsdynastien.

## Frühe Dynastien
Die Xia-, Shang- und Zhou-Dynastien, die schon in der Zhou-Zeit als drei Dynastien des Chinesischen Altertums bezeichnet wurden, existierten wahrscheinlich zunächst als Stämme nebeneinander und begannen erst durch überregionale Tätigkeiten füreinander Bedeutung zu erlangen.
Während der Zeit der drei Dynastien fand der Übergang zur Bronzezeit und später zur Eisenzeit statt. Seit der Shang-Zeit wurde von einem Priesterstand namens Fangshi das kulturelle Fundament geschaffen, das später zum Daoismus und zur chinesischen Philosophie zusammengefasst wurde. Es entstanden die beiden Hauptwerke des Daoismus, das Daodejing (6. Jahrhundert v. Chr.) und das Zhuangzi (4. Jahrhundert v. Chr.), die wie auch die Lehre von Taiji bereits zu ihrer jeweiligen Zeit als weit verbreitete und etablierte Lehren anerkannt waren. Der Konfuzianismus (begründet im 5. Jahrhundert v. Chr.) fasste bestehende Lehren zusammen und erweiterte sie um politische Dimensionen und Anwendungen. Gemeinsam mit dem später hinzugekommenen Buddhismus bilden Daoismus und Konfuzianismus die Drei Lehren, welche (neben der einheitlichen Sprache und Schrift) wichtige Grundpfeiler der chinesischen Kultur bilden und die chinesische Kultur bis heute entscheidend prägen.

### Xia-Dynastie (ca. 2200–1600 v. Chr.)

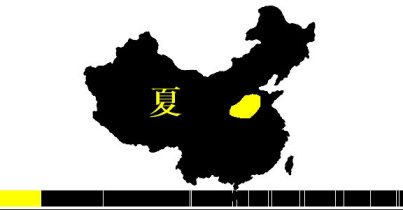
Ausdehnung der Xia-Dynastie

Die Xia-Dynastie (ca. 2200–1600 v. Chr.), die angeblich auf einen Kaiser namens Yu (禹) zurückgeht, wird in Texten aus der Zhou-Zeit als früheste chinesische Dynastie bezeichnet. Es ist jedoch archäologisch nicht belegt, dass die Dynastie oder ihre Herrscher tatsächlich existiert haben; sie könnten auch dem Reich der Mythologie zuzuordnen sein. Die archäologischen Funde in Erlitou in der Provinz Henan, insbesondere Inschriften auf Keramik und Muscheln, die dem Altchinesischen zugeordnet werden, könnten jedoch ein Indiz für ihre reale Existenz sein. Jedenfalls wurde das Wort Xia bereits in der Zhou-Zeit ein ethnisch-kultureller Begriff für alles Chinesische.

### Shang-Dynastie (ca. 1570–1066 v. Chr.)

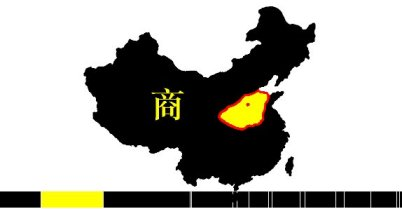
Ausdehnung der Shang-Dynastie

Die Shang-Dynastie (ca. 1570–1066 v. Chr.) ist die älteste chinesische Herrscherdynastie, deren Existenz archäologisch belegt ist. Ihr Zentrum lag im heutigen nördlichen Henan und westlichen Shandong, während ihrer größten Machtfülle beherrschte sie ein Gebiet, das vom heutigen Hebei bis zum Jangtsekiang reichte. Die Hauptstadt der Shang wurde mehrmals verlegt.
Während der Shang-Periode erlebte die Verarbeitung von Bronze, insbesondere die Herstellung von Ritualgefäßen, eine frühe Blüte, was jedoch nicht darüber hinwegtäuschen darf, dass der Großteil der Bevölkerung noch in der Steinzeit lebte. Unter den Shang begann man, kollektiv organisierte Landwirtschaft zu betreiben und es bildeten sich die Berufsstände der Handwerker und der Beamten heraus. In dieser Epoche schuf man ein Kalendersystem, praktizierte Opfer- und Bestattungsriten und baute große unterirdische Grabanlagen. Aus dieser Zeit stammen zahlreiche Funde von Schriftzeugnissen, insbesondere Handschriften auf Muschelschalen, die mittels Radiokarbonmethode datiert werden konnten, oder auf Orakelknochen. Bereits damals umfasste die Schrift mehrere tausend Zeichen, von denen einige bis heute mit derselben Bedeutung wie damals verwendet werden.
Es ist eine Genealogie von 30 Königen überliefert. Die Shang-Könige hatten eine komplizierte Nachfolgeregelung und es ist wahrscheinlich, dass die Könige Lehen an ihre Verwandten und an hohe Beamte vergaben.
In den nicht von der Shang-Dynastie beherrschten Gebieten des heutigen China gab es weitere Kulturen, die ebenfalls Bronze verarbeiteten. Am bekanntesten sind die aus Gold, Bronze und Jade gefertigten Objekte von die Chu, die bei Sanxingdui (Chengdu) gefunden wurden.

### Zhou-Dynastie (1046–256 v. Chr.)

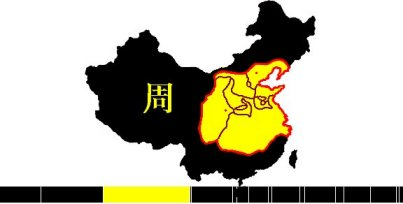
Ausdehnung der Zhou-Dynastie

Die Zhou-Dynastie (周朝) (1045–221 v. Chr.) wird in die beiden Perioden Westliche Zhou-Dynastie und Östliche Zhou-Dynastie aufgeteilt. Letztere wiederum in die Zeit der Frühlings- und Herbstannalen und die Zeit der Streitenden Reiche. Während aus der ersten Periode nur späte Überlieferungen vorhanden sind, gibt es aus der Östlichen Zhou-Zeit viele zeitgenössische Dokumente. Die Zhou-Dynastie war wahrscheinlich ein Zusammenschluss verschiedener kleiner Stämme, die Kleinstaaten bildeten und deren Oberhaupt Zhou war. In der Westlichen Zhou-Zeit nannten sich nur die Zhou-Herrscher König (Wang 王), während sich die anderen Herrscher Gong (公, gewöhnlich als Herzog übersetzt) nannten. Erst in der Periode des Frühlings und des Herbstes begannen die übrigen Herrscher sich ebenfalls König zu nennen, was einen eindeutigen Hinweis auf den Autoritätsverlust der Zhou-Herrscher darstellt.
Ab der Zhou-Zeit ist es auch möglich, historischen Ereignissen eindeutige Jahreszahlen zuzuordnen. Durch den Machtverlust der Zhou-Herrscher fand gleichzeitig eine zunehmende Zentralisierung statt. Anfangs gab es etwa 170 kleine Königreiche, bei denen es zwar nur einen lockeren Zusammenhalt gab, die sich allerdings schon als ein Volk betrachteten – vor allem in Abgrenzung zu den Barbaren der umliegenden Nomadenstämme.
Durch Kriege, Heirat und Diplomatie schlossen sich die Königreiche immer weiter zusammen. Zur Zeit der Periode der kämpfenden Staaten existierten nur noch sieben Königreiche. In jener Zeit wuchsen die Bevölkerungszahlen durch verbesserte landwirtschaftliche Anbaumethoden stark an. Es wurden Waffen aus Eisen benutzt. Die Zhou-Zeit war die Blütezeit der großen Philosophen Chinas.

## Kaiserzeit
In den über 2000 Jahren des chinesischen Kaiserreichs wechselten sich Zeiten relativer Stabilität mit Einfällen nomadischer Völker (vor allem aus den nördlichen Regionen) und heftigen Verwerfungen zwischen den Dynastien ab, durch die es zu teils langandauernden Teilungen kam.
Die traditionelle chinesische Geschichtsschreibung legt großen Wert auf die Beschreibung der jeweiligen Hauptdynastien, während die Zeiten der Teilung eher vernachlässigt werden. Nachfolgend findet sich eine Auflistung aller Epochen mit jeweils einer kurzen Beschreibung. Die detaillierten Beschreibungen der jeweiligen Dynastien, Perioden oder Staaten finden sich in ausführlichen Artikeln.

### Qin-Dynastie (221–207 v. Chr.)

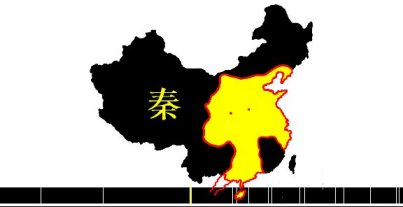
Ausdehnung Chinas während der Qin-Dynastie

Das Reich Qin war eines der sieben Königreiche am Ende der Zhou-Dynastie. Es verfügte über eine effiziente Verwaltung und eine äußerst restriktive Gesetzgebung, die das Leben der Bauern regelte. Durch Intrigen erreichte der Kaufmann Lü Buwei, dass der Prinz Zhuangxiang die Thronfolge erlangte. Dieser ernannte Lü Buwei zum Kanzler.
Nach dem Tod des Prinzen wurde dessen Sohn Zhao Zheng neuer König. Er zeichnete sich durch eine besondere Brutalität aus. Es gab mehrere Attentate, die jedoch scheiterten. In mehreren Feldzügen unterwarf Zheng die anderen Reiche und führte dadurch 221 v. Chr. die Reichseinigung herbei. Er ließ sich als erster Kaiser krönen und nannte sich Qin Shihuangdi („Erster Gottkaiser von Qin“). In der Folge wurde eine Reihe von Reformen durchgeführt. Ganz China erhielt das effiziente Verwaltungssystem des Reiches Qin. Außerdem wurden Maße und Gewichte standardisiert. Minister Li Si vereinheitlichte die Schrift.
Gegen die Nomadenstämme im Norden und Westen ließ er in Zwangsarbeit die große chinesische Mauer durch die Verbindung bereits bestehender Mauern der sieben Reiche errichten. Auch erste Kanäle für den Transport von Waren wurden gebaut.
210 v. Chr. starb Kaiser Qin Shihuangdi. Er wurde in einer großen Anlage beigesetzt, die berühmte Terrakottaarmee ist eine seiner Grabbeigaben. Sein Grab ist bislang ungeöffnet; die bisherigen Erkundungen ergaben, dass es angeblich nicht von Grabräubern angetastet worden sein soll. Kurz nach seinem Tod kam es unter seinem Sohn zu Aufständen der Bauern, die in einem Bürgerkrieg zur Gründung der Han-Dynastie führten.

### Han-Dynastie (206 v. Chr.–220 n. Chr.)

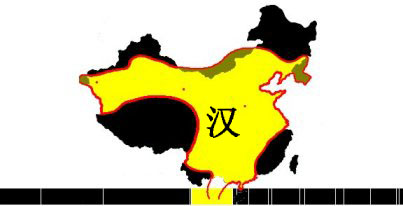
Gebiet der Han-Dynastie

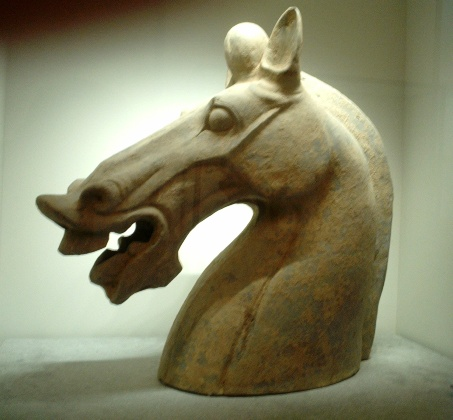
Pferdeskulptur der Han-Zeit

Angesichts der desolaten Zustände im Land versuchten die ersten Han-Kaiser, die Lage durch niedrige Steuern und großzügige Landverteilung zu konsolidieren. Die erfolgreichen Maßnahmen machten die Han-Zeit zu einer Blütezeit der Kaiserperiode. In der Tat war die Han-Dynastie militärisch und wirtschaftlich so erfolgreich, dass man fortan das chinesische Volk auch als Han-Chinesen bezeichnete. So fällt in ihre Regierungszeit die Angliederung der Volksgruppen im heutigen Südchina (111 v. Chr. Eroberung von Kanton).
Mit der Unterwerfung der Kleinstaaten entlang der Seidenstraße entstand eine indirekte Handelsbeziehung mit dem Römischen Reich (im Rahmen des Indienhandels). Gleichzeitig erreichte der Buddhismus auf diesem Weg China. Zur Staatsphilosophie erhoben die Han-Kaiser jedoch den Konfuzianismus. Er sollte in dieser Funktion in den nächsten zwei Jahrtausenden Gültigkeit behalten. Im Abwehrkampf gegen das Steppenreich der Xiongnu und anderen Gruppen nutzten die Kaiser neben Militäraktionen auch die sogenannte heqin-Politik.
Die Usurpation des Kaiserthrons durch Wang Mang 9 bis 23 n. Chr. beendete die sogenannte Westliche Han-Dynastie. Ihr folgte die Östliche Han-Dynastie, der es vorläufig gelang, die kaiserliche Zentralgewalt wieder herzustellen.
Die Herrschaft des letzten Han-Kaisers wurde vor allem durch innere Machtkämpfe am Kaiserhof (wobei die letzten Kaiser keine reale Kontrolle mehr ausübten), den Einfluss reicher Großgrundbesitzerfamilien in den Provinzen (zu Lasten der kaiserlichen Zentralregierung) und innere Unruhen geschwächt. All dies führte gleichzeitig zum Erstarken regionaler Militärmachthaber, die nicht mehr loyal zum Kaiser standen. Der Aufstand der Gelben Turbane, angeführt von einer Sekte des Daoismus, stürzte das Land vollends ins Chaos. Der letzte Han-Kaiser Han Xiandi war nur eine Marionette und wurde Ende 220 zum Thronverzicht gezwungen. Das Reich zerfiel in drei Einzelreiche.

### Zeit der Drei Reiche (220–280)

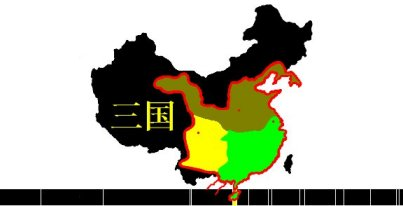
Die Drei Reiche

Schon lange bevor der letzte Han-Kaiser Xian abgesetzt wurde, war er zu einem Machtinstrument ambitionierter Warlords verkommen, die ihn gefangen hielten. Die Zentralmacht war zusammengebrochen, und in den einzelnen Territorien herrschten regionale Kriegsfürsten, die kurzzeitig Bündnisse untereinander eingingen, nur um kurze Zeit später wieder gegeneinander zu kämpfen.
Im Jahre 220, als der letzte Han-Kaiser abtreten musste, hatten sich drei regionale Mächte aus diesen Kämpfen herauskristallisiert: Die Wei-Dynastie des Cao Cao kontrollierte das chinesische Kernland am mittleren und unteren Lauf des Gelben Flusses. Shu (gegründet von Liu Bei) hatte sich in der schwer zugänglichen Kesselprovinz Sichuan eingeigelt. Die Wu-Dynastie unter Sun Quan schließlich kontrollierte das fruchtbare Land südlich des Jangtsekiangs und konnte den Strom als natürliche Grenze gegen die starken Wei behaupten.
Durch den sehr populären Roman Die Geschichte der Drei Reiche sowie unzählige Theaterstücke (aber auch dem Geschichtswerk Chroniken der Drei Reiche) sind viele Geschichten und Helden aus dieser Epoche unter den Chinesen so bekannt wie Adam und Eva in der westlichen Welt. Einige der Helden wurden sogar als Götter verehrt oder von späteren Kaisern zu Gottkaisern erhoben.
Beendet wurde diese Zwischenzeit von Sima Yan, einem Minister der Wei. Er setzte den letzten Wei-Kaiser Cao Huang ab, nahm selbst seinen Platz ein und begründete so die Jin-Dynastie. Die Schwäche der anderen beiden Reiche erlaubte es ihm, das Land nach 60-jähriger Teilung und einer noch längeren Zeit der Unruhe wieder zu einen.

### Jin-Dynastie (265–420)

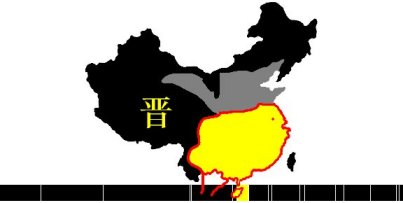
Bereich der Jin-Dynastie

Die Jin-Dynastie wurde nach kurzer Zeit von inneren Machtkämpfen erschüttert, als unter den Brüdern des Kaisers bewaffnete Auseinandersetzungen ausbrachen. Diese Schwäche konnten Nomaden aus dem Norden (wie die Xiongnu) ausnutzen. Mit der Gefangennahme und Hinrichtung des Jin-Kaisers Jin Huaidi durch den Xiongnu-Herrscher Liu Cong endete die westliche Jin-Dynastie. Ein Verwandter des Kaisers flüchtete ins heutige Nanjing und gründete die östliche Jin-Dynastie, während das alte chinesische Kernland ins Chaos abdriftete. Die eingefallenen Nomaden konnten keine stabile Regierung errichten, und die sechzehn Königreiche lösten sich in schneller Folge ab.

### Die Südlichen und Nördlichen Dynastien (420–581)
Am Ende der Jin-Dynastie hatten sich zwei Machtblöcke etabliert: am Lauf des Gelben Flusses die fremde nördliche Dynastie und entlang des Jangtsekiang eine nationalchinesische südliche Dynastie. Beide Machtblöcke kämpften mit wechselnder Intensität um das ganze Land, keiner der beiden Blöcke konnte es jedoch einen.
Als Ergebnis dieser Kämpfe stieg die Macht der Militärbefehlshaber beständig. Im Süden lösten einander innerhalb von knapp 150 Jahren vier Dynastien ab. Alle Wechsel folgten demselben Muster: Der Militärbefehlshaber setzte den jeweils herrschenden Kaiser ab und sich selbst an seiner Stelle ein. Im Norden konnte sich dagegen die Nördliche Wei-Dynastie über längere Zeit behaupten, ihr Reich zerfiel aber schließlich in zwei Teile.
In dieser Periode der Unruhe erlebte eine fremde Religion ihre erste Blütezeit: Der Buddhismus verbreitete sich in China. Im Norden waren einige Königreiche sogar dazu übergegangen, ihn als Staatsreligion zu installieren. Auch stammen viele Klöster aus dieser Zeit.

### China und das Abendland
China war im Zeitraum zwischen 500 und 1500 n. Chr. dem Abendland in fast allen Bereichen überlegen. Am deutlichsten war dieser Vorsprung in Wissenschaft und Technik ausgeprägt. So machten die Chinesen Entdeckungen, die dem Westen erst Jahrhunderte später gelangen. Bereits im 4. Jahrhundert erzielten Chinesen in Öfen solch hohe Temperaturen, dass sie Gusseisen herstellen konnten. Im 6. Jahrhundert entwickelten sie ein Verfahren zur Stahlherstellung, das im Westen erst im Jahr 1846 durch das Siemens-Martin-Verfahren erreicht wurde. Auch die Papierherstellung, das Porzellan, den Magnetkompass, den Buchdruck und das Schwarzpulver erfanden Chinesen vor den Europäern. Besonders gut waren die Chinesen in Astronomie, Mathematik, Physik, Chemie, Meteorologie und Seismologie. Ihre gegenüber den Europäern überlegenen Techniken in der Landtechnik (beispielsweise die Entwicklung des Wendepflugs mit eisernen Pflugkappen, oder Brustgeschirr und Kummet für den Einsatz des Pferdes als Zugtier, oder die gezielte, staatlich initiierte Weiterentwicklung von Nutzpflanzen, oder die Einführung robusterer und ertragreicherer Pflanzen wie zum Beispiel des Champa-Reis aus Vietnam) und die Anlage von Kanalsystemen ermöglichten ihnen eine effizientere und ertragreichere Landwirtschaft als den Europäern.

### Sui-Dynastie (581–618)

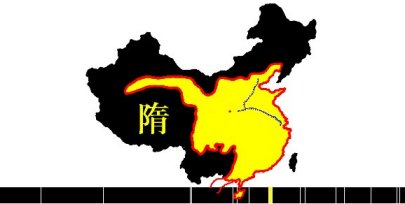
Die Sui-Dynastie

Die kurzlebige Sui-Dynastie stellte eine Vereinigung des Landes nach einer fast 300-jährigen Teilung dar. Allerdings führten hohe Steuern und schwere Fronarbeiten, die der Sui-Kaiser den Bauern auferlegte, schnell zu Aufständen, die den Weg für die Tang-Dynastie ebneten. Diese profitierte von Reformen und Bauvorhaben der Sui. Das beste Beispiel hierfür ist der Kaiserkanal, der unter dem Sui-Kaiser Sui Wendi (581–604) begonnen wurde und bis heute das Jangtsekiang-Delta mit Nordchina verbindet.

### Tang-Dynastie (618–907)

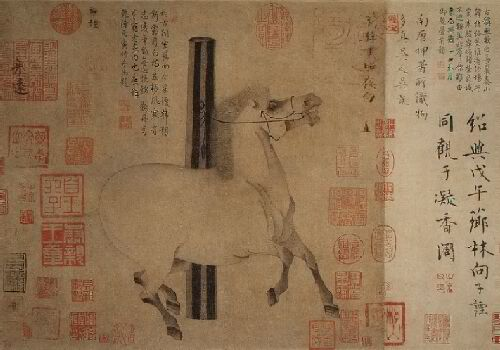
Malerei der Tang-Zeit

Wie die Han-Dynastie stellt die Tang-Dynastie einen Höhepunkt der chinesischen Kaiserzeit dar. Die Chinatowns in amerikanischen Städten heißen auf Chinesisch Tang-Ren-Jie (Straßen der Tang-Menschen). Dennoch entspricht die Glorifizierung durch die spätere Geschichtsschreibung nicht immer den historischen Fakten – so stellte zum Beispiel die Heirat der Tang-Prinzessin Wen Cheng mit dem Herrscher von Tibet im Jahr 641 eher einen Akt von Beschwichtigungspolitik dar. In den ersten 150 Jahren des Tang-Reiches unternahm China immer wieder aggressive Eroberungsfeldzüge nach Zentralasien und auf die Koreanische Halbinsel.
Eine Schwäche der Tang-Dynastie waren ihre inneren Machtkämpfe. So konnte die einzige Kaiserin in der chinesischen Geschichte, Kaiserin Wu Zetian (Regierungszeit 690–705) mit Intrigen und sehr brutalen Methoden an die Macht kommen. Die Rebellion von An Lushan (756–763) stürzte Tang-China ins Chaos und schwächte die Dynastie auf Dauer.
Die klassischen fünfsilbigen und siebensilbigen Gedichte erreichten ihre Blütezeit (Dichter Li Bai), auch der Handel mit dem Westen über die Seidenstraße florierte. Das Christentum erreichte zum ersten Mal China. Auch nach Japan und Korea pflegte man intensive Beziehungen. Über den Seeweg erreichte der Zen-Buddhismus Japan.

### Die fünf Dynastien und zehn Königreiche (907–960)

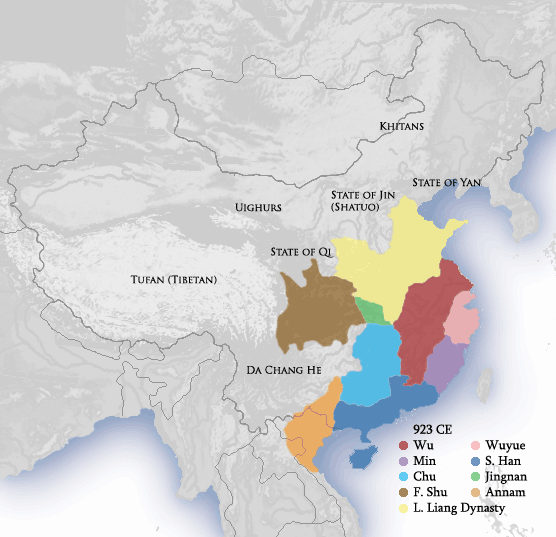
China im Jahr 923

Von 907 und 960, mehr als ein halbes Jahrhundert lang, war das Land politisch zerrissen. Während dieser kurzen Zeitspanne war China ein echtes Mehrstaatensystem, fünf kurzlebige Regierungen wechselten in rascher Folge ab, um das alte kaiserliche Kerngebiet im Norden Chinas zu kontrollieren, daher der Name Wudai (Fünf Dynastien). In derselben Zeit bildeten sich in Teilen Ost- und Südchinas zehn relativ stabile, unabhängige Staaten, weshalb diese Zeit auch als Shiguo (Zehn Königreiche) bezeichnet wird.
Die meisten der großen Entwicklungen dieser Zeit wurden bereits in der späten Tang-Zeit eingeleitet und viele waren erst nach Gründung der Song-Dynastie abgeschlossen. So begann zum Beispiel der politische Zerfall bereits, lange bevor Zhu Wen die Tang-Dynastie im Jahr 907 zu einem formalen Ende führte. Die Entwicklungen, die zur Wiedervereinigung, dem schnellen wirtschaftlichen Aufschwung und dem Niedergang der aristokratischen Familien führte, wurden auch schon lange vor dem ersten Song-Herrscher Taizu, der einen großen Teil des Reiches zurückeroberte, in die Wege geleitet und reichten weit in die Song-Zeit hinein.

### Liao-Dynastie (916–1125), Song-Dynastie (960–1279), Jin-Dynastie (1125–1234)

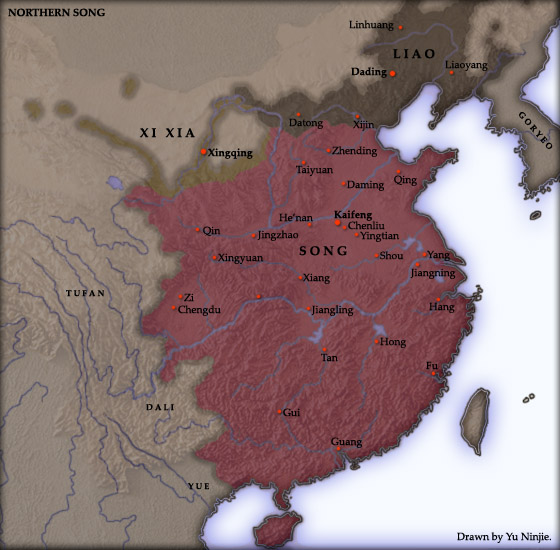
Nördliche Song

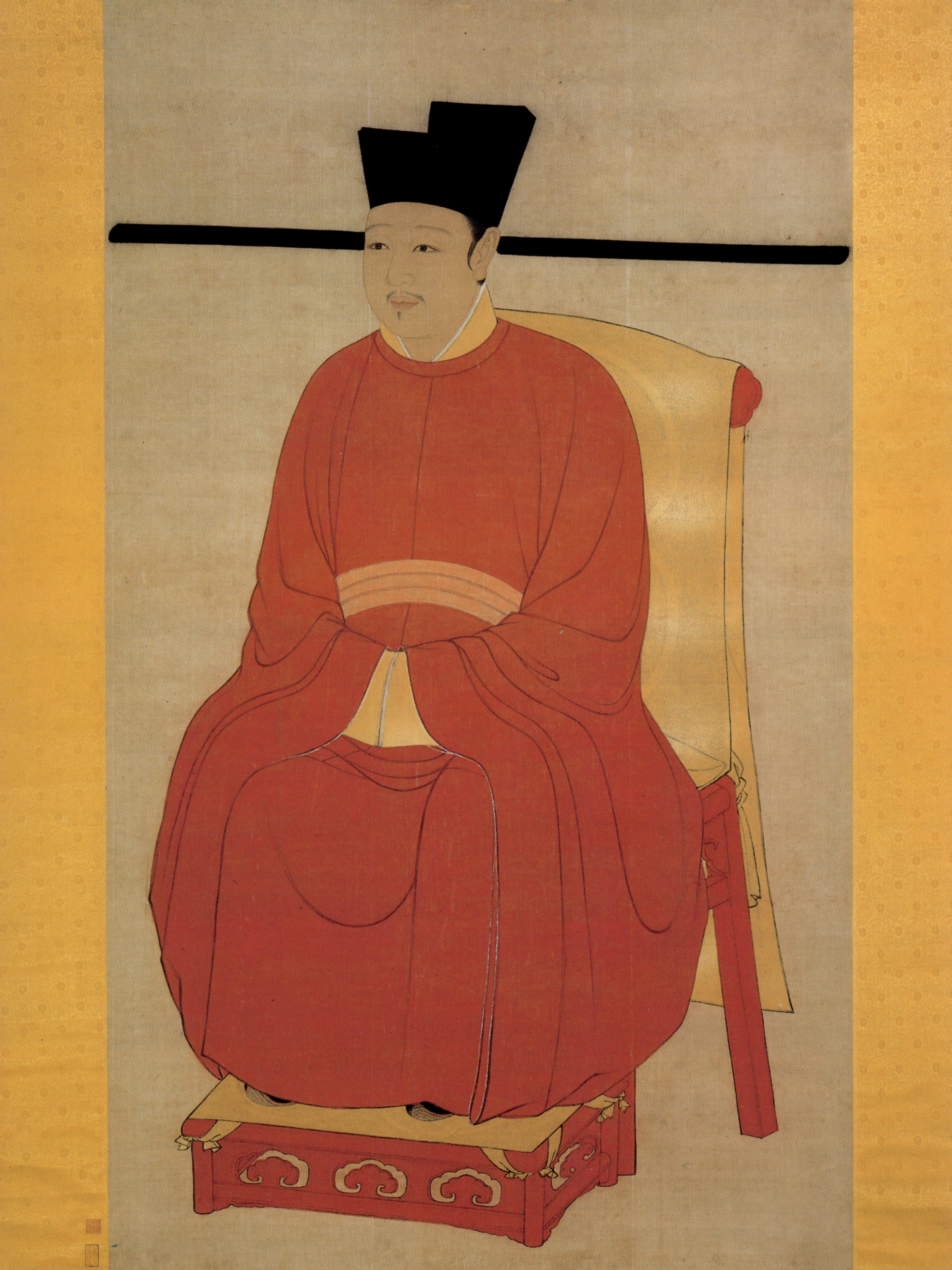
Kaiser Huizong

Der Song-Dynastie (960–1279) gelang zunächst die Wiedervereinigung Zentral- und Südchinas nach einer 53-jährigen Periode innerer Kämpfe (Fünf Dynastien und Zehn Reiche), während der Norden des Landes zunächst von der qidanischen Liao-Dynastie und danach von der jurchenischen Jin-Dynastie beherrscht wurde. Als Lehre aus dem Untergang der Tang-Dynastie stellte die Song-Dynastie die Armee unter ein ziviles Oberkommando. Das ganze Reich, das die chinesischen Kernprovinzen umfasste, war mit Polizeistationen und Ämtern überzogen, die die Zentralmacht des Kaisers gewährleisteten. Es wurde Papiergeld ausgegeben und der Seehandel gewann an Bedeutung. Die Song-Dynastie war eine Zeit der kulturellen Blüte und Erfindungen (um 1100 gab es große Eisengießereien, die etwa 150.000 t Eisen und Stahl erzeugten). In der Song-Zeit war die Stahlindustrie sehr wichtig für die Wirtschaft und Gesellschaft. Man produzierte um 1078 schon so viel Stahl wie England zu Beginn der Industrialisierung im 18. Jahrhundert. Gefördert wurde dies durch die Entlohnung der Erfinder durch den Staat.
Eine weitere wichtige Neuerung in der Song-Dynastie war die Einführung des Nassreisanbaus und frühreifender Reissorten. Der Süden wurde nun zur Kornkammer Chinas, da dort die klimatischen Bedingungen optimal sind. Damit verbunden war auch eine Verlagerung der Wirtschaftszentren nach Süden. Der Fluss als Handelsweg wurde noch intensiver genutzt und es entstanden dadurch große Handelsstädte an den Ufern. Sie bildeten auch die Grundlage für den florierenden Export von Seide und Porzellan. Aus dem enormen Wirtschaftswachstum dieser Zeit, um 1100, resultierte eine Verdoppelung der Bevölkerungszahl von 50 auf ca. 100 Millionen und auch der Lebensstandard hatte sich enorm verbessert.
Die in der Song-Zeit zu ihrer Blüte entwickelte Gedichtform Ci durchbrach die einheitliche Silbenzahl der Tang-Gedichte, führte Rhythmik in den Vortrag ein und wirkte viel lebhafter und intensiver.
Ein radikalprogressiver Reformversuch des Wang Anshi, um die ungerechte Landverteilung und das korrupte Beamtensystem zu mildern, scheiterte am Widerstand der lokalen Beamten, die sich benachteiligt sahen (1069–1085).
Die Song-Dynastie wurde ständig von außen bedroht, wodurch das Song-Reich ein militärisch hochgerüsteter Staat war, der sich ständig in Grenzkonflikte verwickelte. Den Staatsgründungen an ihren West- und Südwestgrenzen (Westliche Xia-Dynastie der Tanguten, Nanzhao) standen die Song eher defensiv gegenüber. Bedingt durch das zivile Oberkommando konnte die Nördliche Song-Dynastie auch nur teilweise Erfolge gegen die Liao- und später die Jin-Dynastie in Nordchina verzeichnen. Zu Beginn des Jahres 1127 fiel die Hauptstadt Kaifeng, die bereits seit Anfang 1126 von den Jurchen umstellt worden war, und der Kaiser Huizong wurde gefangen genommen. Die von Gaozong, einem Sohn des Kaisers Huizong, gegründete Südliche Song-Dynastie konnte sich durch den Jangtsekiang als natürliche Grenze und durch eine Beschwichtigungspolitik annähernd weitere 150 Jahre halten.
Obwohl China schon früher öfter von nördlichen Völkern regiert wurde, bildete sich in der Song-Zeit erstmals ein ethnisches Bewusstsein der Han-Chinesen heraus. Der Grund dafür lag wahrscheinlich in der Diskriminierungspolitik der Liao- und der Jin-Herrscher, die die Han-Chinesen in Nordchina zu Menschen zweiter Klasse degradierten. Späteres han-chinesisches „Nationalbewusstsein“ findet hier seine frühesten historischen Bezüge und „Nationalhelden“ wie zum Beispiel Yue Fei.

### Yuan-Dynastie (1279–1368)

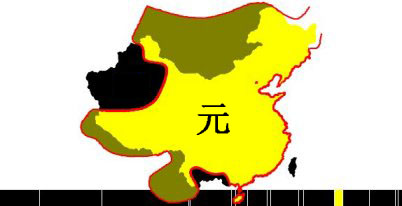
Gebiet der Yuan-Dynastie

Dem mongolischen Heer, das den eurasischen Kontinent überrollte, fiel zuerst die Jin-Dynastie zum Opfer, wenig später die Westliche Xia-Dynastie und zum Schluss die Südlichen Song. Kublai Khan errichtete in China die Yuan-Dynastie. Die Yuan-Herrscher setzten die Politik der ethnischen Diskriminierung fort, was dazu führte, dass sie von der Mehrheit der Bevölkerung nie richtig akzeptiert wurden. Von der traditionellen Geschichtsschreibung wurden die Yuan-Dynastie und ihre Herrscher allgemein sehr abschätzig beurteilt. Dessen ungeachtet erlebte der Handel mit Zentralasien und darüber hinaus eine Zeit der Blüte. Marco Polo gelangte über die Seidenstraße nach China. Den Plan einer Eroberung Japans machte ein Taifun zunichte.

### Ming-Dynastie (1368–1644)

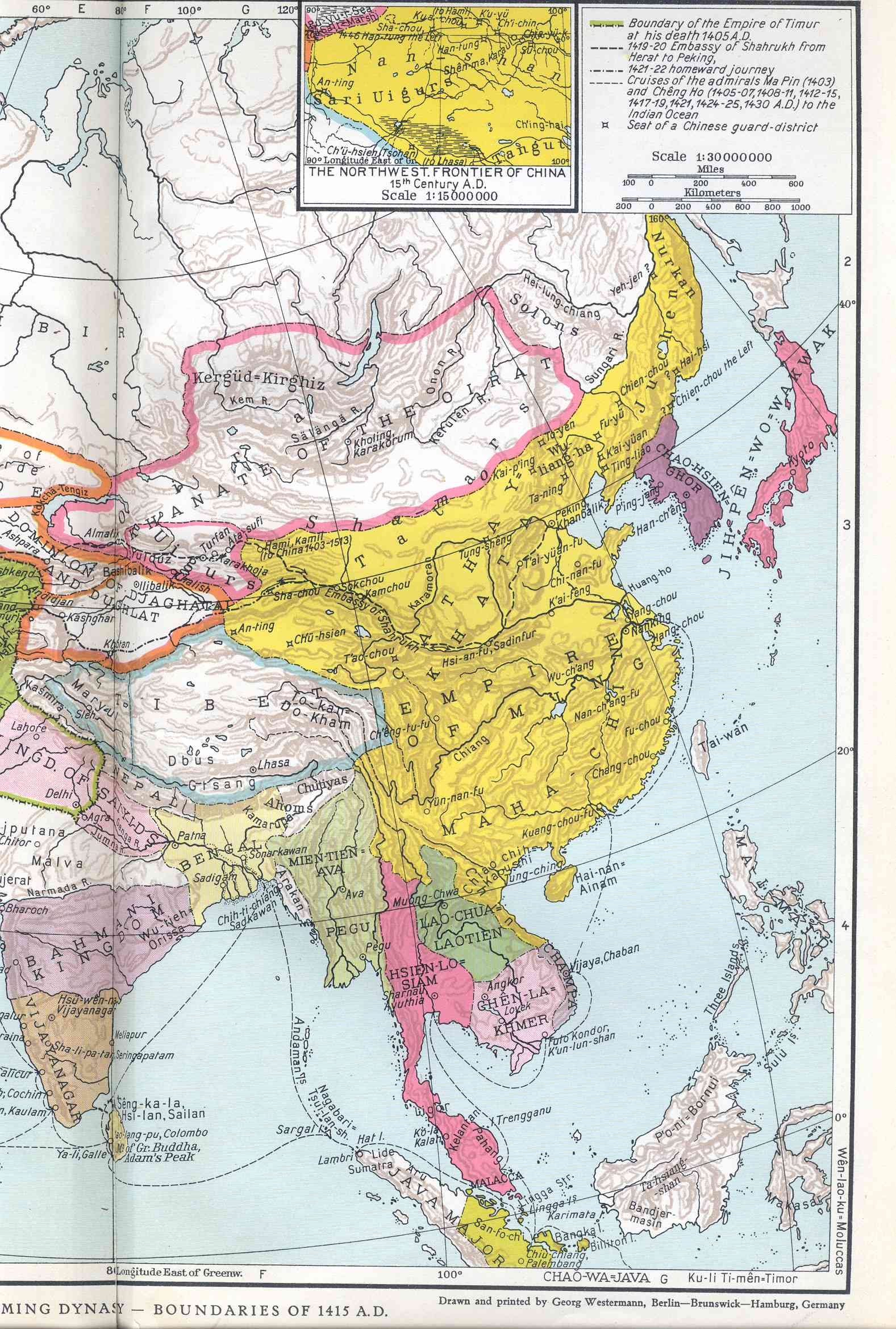
Gebiet der Ming-Dynastie unter Kaiser Yongle (ohne Protektorate und Vasallen)

Kandidaten erwarten die Ergebnisse der kaiserlichen Beamtenprüfung, Gemälde von Qiu Ying, um 1540.

Die Bevölkerung Chinas war überwiegend mit der Herrschaft der Mongolen unzufrieden. Dies führte schließlich zu einer Bauernrevolte (Rote Turbane), durch die die Mongolen zurückgedrängt wurden. Die Ming-Dynastie übernahm 1368 die Herrschaft. China blühte wieder auf. Kunst und Kunsthandwerk, insbesondere die Porzellan-Herstellung (Ming-Vasen), erreichten neue Höhen.
Gründer der Dynastie war Zhu Yuanzhang (Hongwu). Er legte – nicht zuletzt wohl aufgrund seiner bäuerlichen Abstammung – besonderen Wert auf die Landwirtschaft. Große Latifundien wurden vom Staat konfisziert, aufgeteilt und an Kleinbauern verpachtet. Private Sklaverei wurde verboten. Die Rolle des Kaisers wurde noch autokratischer und die Zentralisierung der Reichsbürokratie vorangetrieben, weshalb man in der Ming-Zeit den Anfang für den sogenannten chinesischen Absolutismus sieht. Fremde Kaufleute unterlagen den gleichen Restriktionen wie einheimische.
Während der Mongolenherrschaft hatte die Bevölkerung um 40 Prozent auf etwa 60 Millionen abgenommen. Zwei Jahrhunderte später hatte sie sich unter den Ming-Kaisern durch die wirtschaftliche Blüte verdoppelt. Die Urbanisierung nahm zu. Große Städte wie Nanjing und Beijing trugen zum Wachstum des Handwerks bei.
Die Anfangszeit der Ming-Dynastie war eine Epoche besonderer seefahrerischer Leistungen unter Kaiser Yongle und seinem Admiral Zheng He, die China zur technologisch (Schatzschiffe) und nautisch führenden Seenation der damaligen Welt machten. Außerdem war die frühe Ming-Zeit von einer stark expansiven Außenpolitik geprägt.
Die späteren Ming-Kaiser nahmen aufgrund der Mongoleneinfälle eine eher defensive Strategie ein. Um sich gegen die Mongolen zu schützen, ließen sie die Große Mauer neu erbauen und auf den heutigen Stand bringen. Gegen das aufkommende Piratentum der Wokou an der Küste verfügte Kaiser Jiajing 1551 ein Seeverbot (Hai jin), Schiffe durften nur noch einen Mast haben. Gleichwohl legten die Reisen Zheng Hes den Grundstein für die folgende Besiedlung Südostasiens durch Chinesen und für weiteren Handel über See. 1567 wurde das Seefahrtsverbot wieder aufgehoben, da seine Umsetzung erfolglos blieb.
Während der Ming-Zeit wurde der erste westliche Handelsposten von den Portugiesen in Macau eröffnet. Der sich intensivierende Chinahandel spielte bis ins 19. Jahrhundert eine wichtige Rolle, wobei auch Niederländer und Briten sich einmischten.
Nach innen errichteten die Ming-Kaiser ein in der chinesischen Geschichte beispielloses Netzwerk von Geheimdiensten, bald angeführt von mächtigen Eunuchen. Als der letzte Ming-Kaiser Chongzhen an die Macht kam, versuchte er, die Macht der Eunuchen zu beschneiden und durch eine Landreform die Not der Landbevölkerung zu lindern. Dennoch kamen die Maßnahmen zu spät. Als in der Provinz Shaanxi die Bauern rebellierten, war die Situation nicht mehr unter Kontrolle zu bringen. Der Kaiser erhängte sich, als die Aufständischen in Peking einmarschierten.
General Wu Sangui, der die Chinesische Mauer nordöstlich von Peking bewachen sollte, rief die Mandschu zu Hilfe und öffnete die Tore der Mauer für die Qing-Armeen.

### Qing-Dynastie (1644–1912)

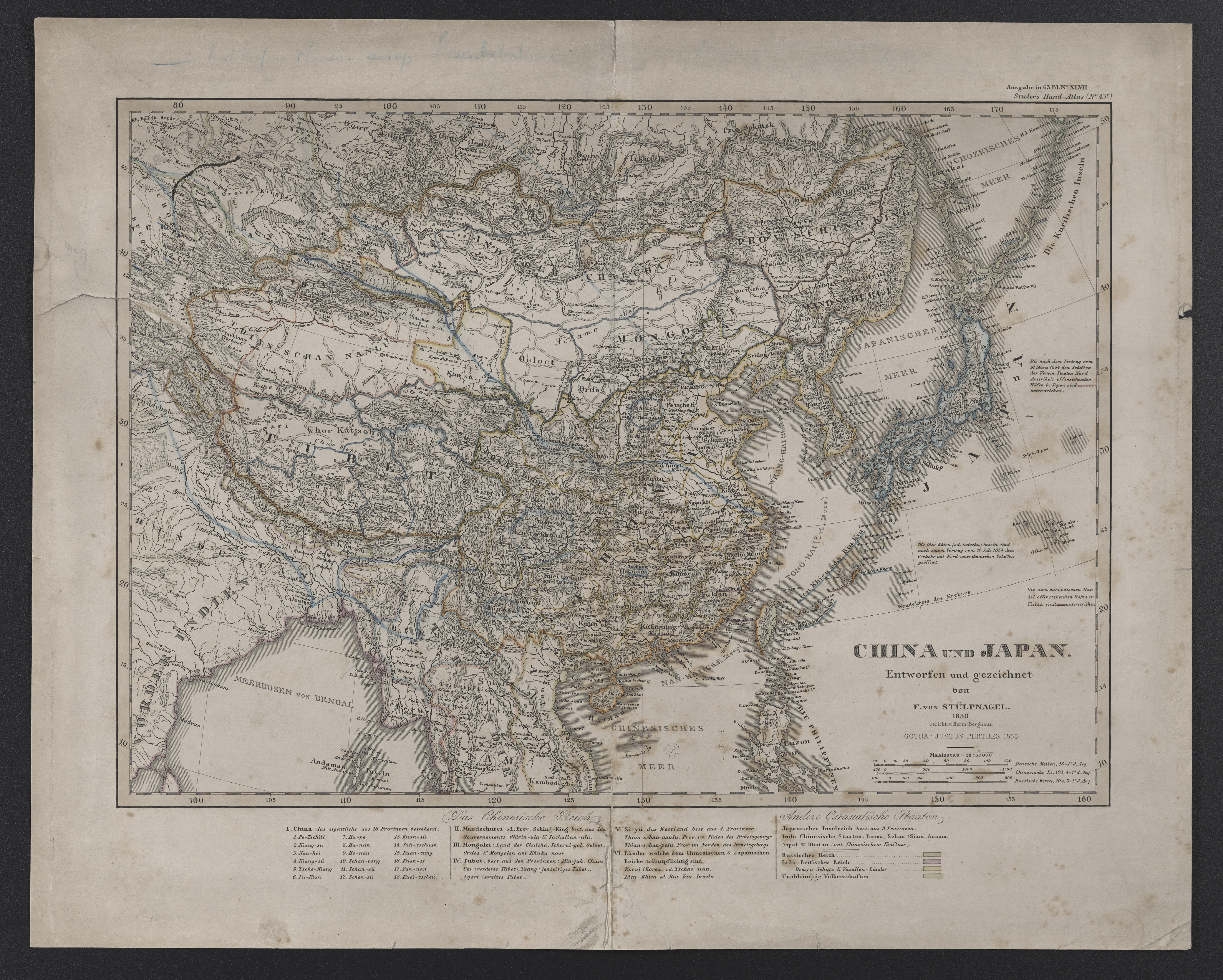
Verwaltungskarte von China, 1855

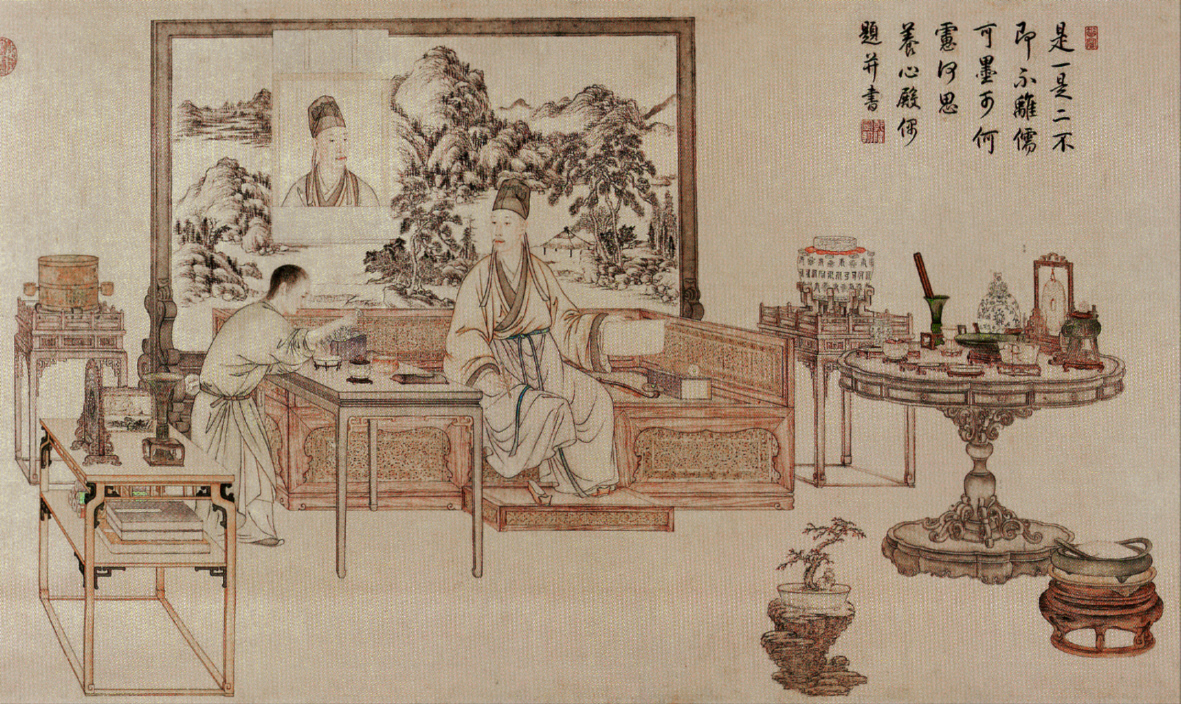
Kaiser Qianlong inmitten seiner Kunstsammlung, Gemälde um 1750

Die Mandschu gründeten nach dem Sturz der Ming-Dynastie 1644 die letzte chinesische Dynastie. Bis Ende des Jahrhunderts hatten sie ihre Macht im ganzen Territorium, das die Ming beherrscht hatten, konsolidiert und mit erheblichem Aufwand um Xinjiang, Tibet und die Mongolei erweitert. Der Schlüssel zum Erfolg war die Kombination aus kriegerischer Begabung der Mandschu und chinesischer Verwaltung.
Unter den Qing wurden einige herausragende kulturelle Leistungen vollbracht. Unter Kaiser Kangxi wurde das größte Wörterbuch zusammengestellt und unter Kaiser Qianlong wurde ein Lexikon aller wichtigen kulturellen Arbeiten geschrieben. Das berühmte Buch „Der Traum der Roten Kammer“ stammt ebenfalls aus dieser Periode. Fortschritte in der Landwirtschaft und eine enorme Hochphase in der Wirtschaft ermöglichten zwischen 1700 und 1800 eine Verdoppelung der Bevölkerung von 160 Millionen auf 300 Millionen. China stellte als wichtigste politische und ökonomische Macht Asiens etwa 50 % der Weltproduktion. 1759 erreichte das Chinesische Reich mit 11,5 Millionen km² die maximale Ausdehnung in seiner Geschichte; es war etwa 20 % größer als heute.
Obwohl sich die Dynastie der Qing als letzte erwies, gilt sie als eine der erfolgreichsten, weil China damals eine kulturelle und politische Blütezeit erlebte. Auch das sinozentrische Weltbild erlebte seine Blüte. Um ihre Herrschaft zu festigen, warben die frühen Qing-Kaiser gezielt um Intellektuelle und suchten deren Mitarbeit im Staat. Sie verhängten aber auch grausame Strafen bei einigen Vergehen; zum Beispiel ließen sie bei Verwendung bestimmter, mandschufeindlicher Wörter das gesamte Haus vernichten.
Im 19. Jahrhundert erlebte China massive soziale Spannungen. Eine Folge von Naturkatastrophen in Verbindung mit vermehrtem Druck der Europäer (vor allem Englands), die Wirtschaft in den entstehenden Weltmarkt zu integrieren (siehe Chinahandel). Bis ca. 1820 erzielte China einen Außenhandelsüberschuss. Insbesondere Großbritannien hatte ein massives Handelsdefizit mit China, aufgrund zu hohen Teeimports, mit 20 Millionen Pfund Verlust jährlich. Ab etwa 1820 verstärkte die britische East India Company den Export von Opium nach China systematisch, obwohl der Import von Opium verboten war. Zwischen 1821 und 1837 verfünffachte sich die umgeschlagene Menge. Dies führte zu einem Handelsbilanzdefizit auf chinesischer Seite. Der Versuch Chinas, sich gegen das (durch die westliche Industrialisierung) zunehmend übermächtige Ausland und seine Freihandelspolitik zu wehren, schlug fehl. Großbritannien setzte im Ersten Opiumkrieg (1839 bis 1842) und im Zweiten Opiumkrieg (1856–1860) mit militärischer Gewalt durch, Opium nach China einführen zu können. Ungefähr nach dem ersten Opiumkrieg begann aus chinesischer Sicht das Jahrhundert der Demütigung. Die Regierung des Vereinigten Königreichs nahm bei der Durchsetzung seiner Wirtschaftsinteressen in Kauf, dass Millionen Chinesen abhängig von Opium wurden, was zu sozialen und wirtschaftlichen Problemen in China führte.

Mandschu-Expansion bis 1800

China musste seinen Wirtschaftsprotektionismus im Chinahandel aufgeben. Bereits nach dem ersten Opiumkrieg musste China im Vertrag von Nanking 1842 Hongkong an Großbritannien abtreten sowie weitere Vertragshäfen öffnen. Nach dem zweiten Opiumkrieg musste China nochmals weitere Häfen öffnen und weitgehende Zugeständnisse nicht nur an Großbritannien, sondern auch an Frankreich, Russland und die USA machen. In der Folge kam es zu einer Politik der offenen Tür in China. Der Schaden an der chinesischen Wirtschaft war irreversibel. Große Teile der Ökonomie brachen zusammen, Massenarmut war die unmittelbare Folge.
Der Taiping-Aufstand mit 20 Millionen Opfern, der Nian-Aufstand sowie von Russland unterstützte islamische und separatistische Bestrebungen in der Mongolei und Xinjiang brachten die Qing-Dynastie in Bedrängnis und konnten teilweise nur mit ausländischer militärischer Hilfe niedergeschlagen werden. Damit geriet China mehr und mehr auf das Niveau einer Kolonie. Das über zwei Jahrtausende andauernde Kaisertum war in einer schweren Krise: Die konfuzianische Herrschaft stützt sich vor allem auf das Ansehen des Kaisers – die letzten Kaiser der Qing-Dynastie mussten zu viele Gesichtsverluste hinnehmen und büßten erheblich an Prestige ein.

Erste chinesische Nationalflagge, seit 1889

Vor allem in den letzten Jahren des ausgehenden 19. Jahrhunderts kam es zu einer Demütigung Chinas nach der anderen: 1895 die Niederlage gegen Japan im Ersten Japanisch-Chinesischen Krieg, der außer Kontrolle geratene Boxeraufstand 1900 und das mit ihm verbundene Boxerprotokoll von 1901. Die Qing-Dynastie war Anfang des 20. Jahrhunderts am Ende und musste dem Ruf nach Reformen nachgeben.
Zwar versuchten die Qing-Kaiser zunächst noch mit Modernisierungsbestrebungen gegenzusteuern, zum Beispiel mit der so genannten Kampagne zur Selbststärkung. Konservative Kräfte, allen voran Kaiserinwitwe Cixi, vereitelten das, indem sie 1898 einen Militärputsch anzettelten und die Reformer ihrer Ämter enthoben (beispielsweise den Kaiser Guangxu, siehe auch: Hundert-Tage-Reform). Korruption lähmte die Armee; so wurden die modernisierten Truppen in mehreren Kriegen vernichtend geschlagen.
Zu Beginn des 20. Jahrhunderts lag die Qing-Dynastie in Trümmern. Im Land hatten sich zwei Oppositionsbewegungen gegründet: zum einen die Gemäßigten, die eine Reform des Kaisertums hin zu einer konstitutionellen Monarchie im Sinn hatten, zum anderen die Revolutionäre, die das Kaisertum endgültig beseitigen und China zu einer Republik machen wollten.

## Republik China (1912–1949)

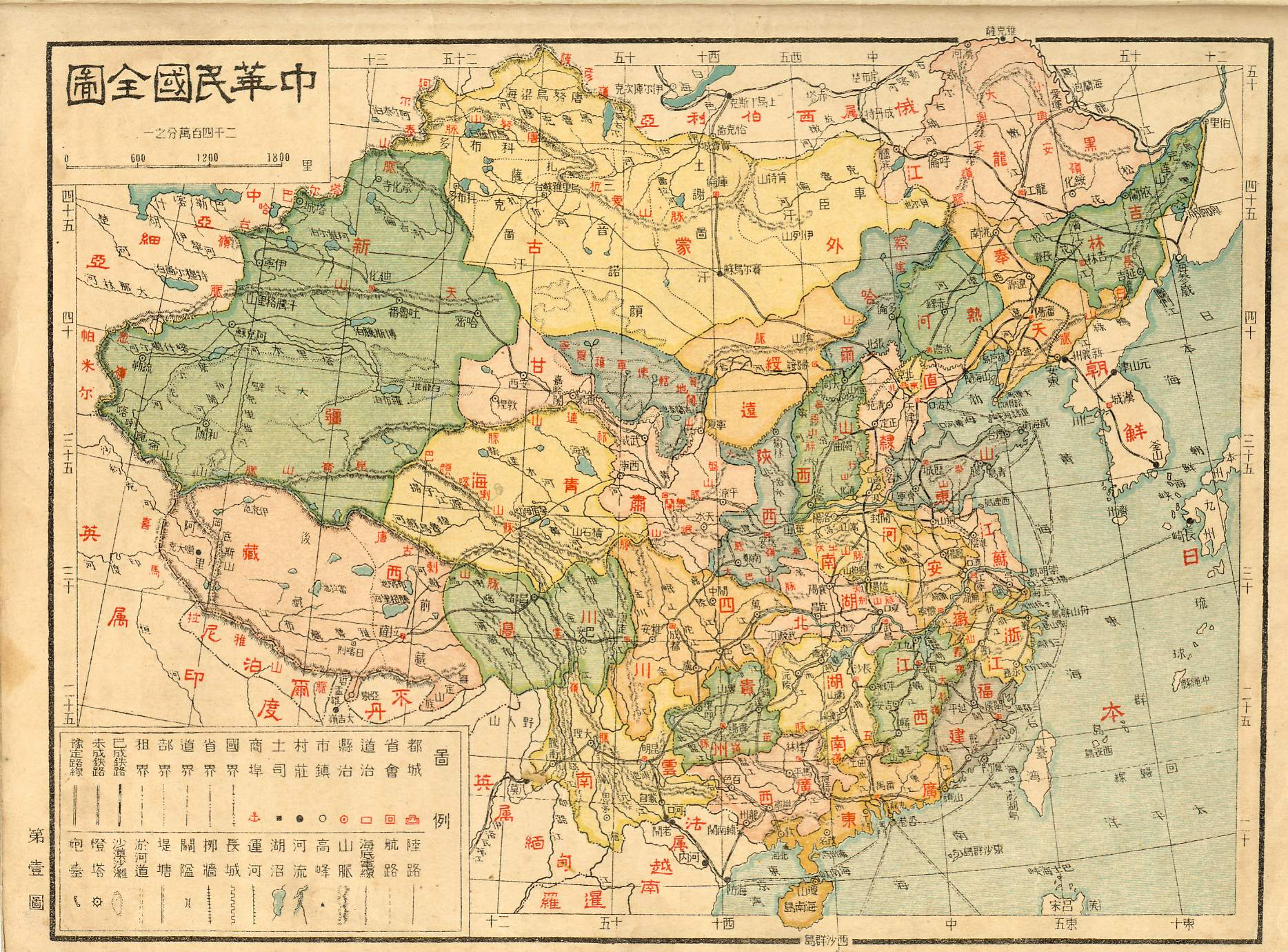
Die Republik China auf einer chinesischen Karte aus dem Jahr 1926 mit allen Gebieten, auf die die Republik China Anspruch erhob, auch wenn sie zum Zeitpunkt der Drucklegung nicht unter chinesischer Kontrolle standen (Äußere Mongolei, Tannu Tuwa, Tibet, Xinjiang). Die damals unter japanischer Herrschaft stehende Insel Taiwan (Formosa) gehörte nicht in diese Kategorie.

### Die Monarchie geht zu Ende
1912 kam es zum Ende der Qing-Dynastie und des letzten Kaisers, Puyi, der erst fünf Jahre alt war. Der General Yuan Shikai verhandelte einerseits mit den Revolutionären unter Sun Yat-sen, der am 1. Januar 1912 die Republik China ausrief, andererseits setzte er das Kaiserhaus unter Druck. Um einen Bürgerkrieg und unnötiges Blutvergießen zu verhindern, verzichtete Sun auf das Präsidentenamt zugunsten Yuans, falls dieser die Dynastie kampflos zum Verzicht bewegen konnte.
Yuan Shikai war ein Mann der Tradition. Als bekannt wurde, dass er 1915 selbst den Kaiserthron besteigen wollte, rebellierten nicht nur die Provinzen, selbst seine eigenen Generäle versagten ihm die Unterstützung. Zutiefst enttäuscht und gekränkt starb Yuan kurz darauf am 6. Juni 1916. Für zwei Wochen wurde 1917 nochmals Puyi restituiert.
In der Folgezeit kam es zu diversen Aufständen. Die mächtige Beiyang-Armee (Beiyang=Nordchina, genauer: Liaoning, Hebei und Shandong) von Yuan Shikai zerfiel in mehrere Fraktionen, die einander bekämpften (Nördliche Kriegsherren). Viele Südprovinzen erklärten sich für unabhängig. Diese Periode ist als Warlord-Ära in der Geschichtsschreibung bekannt und hielt bis zur Chinesische Wiedervereinigung (1928) nach dem Nordfeldzug an. 
Der kulturelle Wandel in China auf dem Weg vom Kaisertum zu einer moderneren Gesellschaft zeigte sich etwa im Verbot des Füßebindens sowie in der Bewegung für eine Neue Kultur der 1910er und 20er-Jahre und der Bewegung des vierten Mai 1919.

### Erster Weltkrieg
1917 wurde China nach der Erklärung des U-Boot-Kriegs durch das Deutsche Reich in den Ersten Weltkrieg einbezogen, indem es den Mittelmächten Deutschland und Österreich-Ungarn den Krieg erklärte. China sandte zwar keine Truppen auf den europäischen, kleinasiatischen oder afrikanischen Kriegsschauplatz, unterstützte aber die französische Rüstungsindustrie, Landwirtschaft und Bergbau mit rund 140.000 chinesischen Kontraktarbeitern für das Etappengebiet der britischen Truppen in Frankreich. Die inneren Wirren hielten China davon ab, am Krieg direkt teilzunehmen. Chinas wichtigstes Motiv, überhaupt in den Krieg einzutreten, war die Angst vor Japans harter imperialistischer Interessenpolitik. Im November 1914 hatten die Japaner kurz nach ihrem Eintritt in den Weltkrieg die deutsche Kolonie Kiautschou/Tsingtau an Chinas Küste eingenommen. Japan hatte nun Appetit auf neue Eroberungen bekommen. China wollte den Beistand der europäischen und amerikanischen Alliierten des Weltkriegs, um sein Territorium gegen Japan zu sichern – und diesen Beistand sollte es bekommen, indem es den Feinden der Alliierten den Krieg erklärte. Nach dem Tod von Yuan Shikai 1916 begann die Warlord-Ära.
Sun Yat-sen versuchte ab 1921, in Guangdong eine eigene Machtbasis aufzubauen, um seine Ideale einer Republik wiederherzustellen.
1927 begann der jahrzehntelange chinesische Bürgerkrieg.

Japanische Eroberungen bis 1940:
Unter japanischer Herrschaft im Jahr 1930
Ehemals chinesisches Territorium unter japanischer Herrschaft im Jahr 1940

### Japanische Expansion und Zweiter Weltkrieg
Japan eroberte 1931 die Mandschurei und errichtete dort 1932 den Marionettenstaat Mandschukuo mit Puyi als Kaiser. Im Juli 1937 begannen die Japaner den zweiten sino-japanischen Krieg und setzten die Eroberungen fort. Die Japaner setzten am 30. März 1940 Wang Jingwei († 1944) als Regierungschef der von den Japanern kontrollierten neuorganisierten Republik China in Nanjing ein. Der Krieg endete 1945 mit dem Ende des Zweiten Weltkriegs. Im Zweiten Weltkrieg hatte China nach der Sowjetunion die zweitgrößte Opferzahl von allen beteiligten Nationen (siehe auch: Massaker von Nanking, Einheit 731). Mindestens zehn Millionen chinesische Zivilisten und dreieinhalb Millionen Soldaten verloren ihr Leben. Jüngere Forschungen gehen sogar von über zwanzig Millionen Todesopfern und einer zerstörten Landwirtschaft als schlimmste Kriegsfolge aus. Der im Kampf gegen Japan ruhende Konflikt zwischen Kommunisten und Nationalisten flammte danach erneut auf. 1949 besiegten die Mannschaften Mao Zedongs endgültig die Kuomintang unter Chiang Kai-shek. Die Nationalisten flohen auf das erst kürzlich von Japan zurückgewonnene Taiwan, wo die Republik China bis heute fortbesteht. Auf dem Festland wurde die Volksrepublik China gegründet.

## Volksrepublik China und Republik China auf Taiwan

### Republik China (seit 1949 auf Taiwan)
Nach ihrer Niederlage im chinesischen Bürgerkrieg zog sich die Kuomintang auf die Insel Taiwan zurück. Im Sicherheitsrat der Vereinten Nationen nahm den chinesischen Sitz zuerst die Republik China (auf Taiwan) ein. 1971 wurde die Republik China jedoch aus der UNO „ausgeschlossen“, die Volksrepublik China übernahm als Nachfolger auch den Platz im Sicherheitsrat.
Aus Rücksicht auf Pekings Ein-China-Politik brachen die USA 1978 ihre offiziellen diplomatischen Beziehungen zu Taiwan ab, viele andere Staaten taten das gleiche. Viele Länder sind nun über „Kulturinstitute“ auf Taiwan vertreten.
Am 15. Juli 1987 hob die Kuomintang-Regierung das seit dem 19. Mai 1949 geltende Kriegsrecht auf. Seitdem findet eine Demokratisierung statt. 1992 wurden erstmals freie Parlamentswahlen und 1996 direkte Präsidentschaftswahlen durchgeführt.
Im März 2000 gewann Chen Shui-bian die Präsidentschaftswahlen; er ist der erste Präsident, der nicht von der Kuomintang gestellt wird. Die Kuomintang verlor die Parlamentswahlen im Jahr 2001 und ging in die Opposition. Die Demokratische Fortschrittspartei (DPP) von Präsident Chen Shui-bian wurde stärkste Partei. Es wurde eine Koalitionsregierung gebildet.
2005 fanden über Chinesisch-Neujahr das erste Mal seit dem Ende des chinesischen Bürgerkriegs 1949 wieder Direktflüge vom Festlandchina nach Taiwan und umgekehrt statt. Der chinesische Volkskongress verabschiedete ein Gesetz, das China das Recht einräumt, gegen Taiwan militärisch vorzugehen, sollte es die formale Unabhängigkeit erklären. In Taiwan existiert gleichzeitig ein Gesetz, das der Insel das Recht einräumt, die formale Unabhängigkeit zu erklären, sollte es jemals von der Volksrepublik militärisch bedroht oder angegriffen werden. Im Mai besuchte Oppositionsführer Lien Chan (Kuomintang) erstmals die Volksrepublik. Das Medienereignis wurde von den Massenmedien der Volksrepublik groß gefeiert.

### Deutsch
- Wolfram Eberhard: China und seine westlichen Nachbarn. Beiträge zur mittelalterlichen und neueren Geschichte Zentralasiens. Darmstadt 1978
- Wolfram Eberhard: Chinas Geschichte. Bern 1948 (Bibliotheca Sinica, Bd. 1; mehrere Neuauflagen und Übersetzungen).
- John K. Fairbank: Geschichte des modernen China. München 1989.
- Doris Fischer, Michael Lackner (Hrsg.): Länderbericht China. Geschichte, Politik, Wirtschaft, Gesellschaft. Bonn 2007.
- C. P. Fitzgerald: China. Von der Vorgeschichte bis zum 19. Jahrhundert. Zürich 1967.
- Herbert Franke, Rolf Trauzettel: Das Chinesische Kaiserreich (= Fischer Weltgeschichte. Band 19). Fischer Taschenbuch, Frankfurt am Main 1968 (teilweise veraltete, aber gut lesbare Einführung).
- Otto Franke: Geschichte des chinesischen Reiches. 5 Bände. De Gruyter, Berlin/Leipzig 1930–1952 (zum Zeitpunkt des Erscheinens bahnbrechendes Werk in westlicher Sprache und detaillierte, aber teils überholte Darstellung der politischen Geschichte; mehrere Nachdrucke).
- Jacques Gernet: Die chinesische Welt. Die Geschichte Chinas von den Anfängen bis zur Jetztzeit. Suhrkamp Taschenbuch Bd. 1505. Suhrkamp, Frankfurt 1997, ISBN 3-518-38005-2.
- Rainer Hoffmann, Qiuhua Hu: China. Seine Geschichte von den Anfängen bis zum Ende der Kaiserzeit. Freiburg 2007, ISBN 978-3-7930-9499-9
- Dieter Kuhn: Ostasien bis 1800. Frankfurt am Main 2014.
- Dieter Kuhn: Die Republik China von 1912 bis 1939 – Entwurf für eine politische Ereignisgeschichte. 3. überarbeitete und erweiterte Auflage, edition forum, Heidelberg 2007 (Würzburger Sinologische Schriften), ISBN 3-927943-25-8. (online.)
- Tobias Loitsch (Hrsg.): China im Blickpunkt des 21. Jahrhunderts. Springer Gabler. 2019. ISBN 978-3-662-59671-5
- Klaus Mäding: China. „Kaiserreich und Moderne“. Cornelsen Verlag, 2 Bde. Berlin 2002/2003.
- Klaus Mühlhahn: Geschichte des modernen China. C.H. Beck, München 2021.
- Charles Reeve, Xi-Xuanwou: Die Hölle auf Erden. Bürokratie, Zwangsarbeit und Business in China. Hamburg 2001. ISBN 3-89401-368-0.
- Helwig Schmidt-Glintzer: Geschichte Chinas bis zur mongolischen Eroberung. München 1999 (knappe Darstellung mit Forschungsteil und umfassender Bibliographie).
- Helwig Schmidt-Glintzer: Kleine Geschichte Chinas. Beck, München 2008, ISBN 978-3-406-57066-7 (knappe, illustrierte populärwissenschaftliche Darstellung).
- Konrad Seitz: China. Eine Weltmacht kehrt zurück. Berliner Taschenbuch-Verl. Berlin 2004, ISBN 3-8333-0165-1 (fundierter Überblick über die chinesische Geschichte mit Schwerpunkt auf der aktuellen wirtschaftlichen Entwicklung).
- Jonathan D. Spence: Chinas Weg in die Moderne. Frankfurt am Main 1995. ISBN 3-7632-4562-6.
- Kai Vogelsang: Geschichte Chinas. 7. durchgesehene Auflage. Reclam, Ditzingen 2021, ISBN 978-3-15-010933-5 (ein Standardwerk, das die spannungsreiche Beziehung zwischen Einheit und Vielfalt ins Zentrum stellt und die Versuche der chinesischen Kultur, die wuchernde Vielfalt zu bändigen, verfolgt).
- Thomas Weyrauch: Chinas unbeachtete Republik. 100 Jahre im Schatten der Weltgeschichte. Band 1 (1911–1949). Longtai 2009. ISBN 978-3-938946-14-5.

### Englisch
- The Cambridge History of China. Herausgegeben von Denis Twitchett, John Fairbank und anderen. 15 Bde. (zum Teil in Doppelbänden). Cambridge 1978ff.
(Grundlegendes Werk; umfangreiche und detaillierte Darstellung. Noch nicht abgeschlossen.)
- Timothy Brook (Hrsg.): History of Imperial China. 6 Bde. Belknap Press of Harvard University Press, Cambridge (Mass.)
  - Mark Lewis: The Early Chinese Empires. Qin and Han. 2007.
  - Mark Lewis: China between Empires. The Northern and Southern Dynasties. 2009.
  - Mark Lewis: China’s Cosmopolitan Empire. The Tang Dynasty. 2009.
  - Dieter Kuhn: The Age of Confucian Rule. The Song Transformation of China. 2009.
  - Timothy Brook: The Troubled Empire. China in the Yuan and Ming Dynasties. 2010.
  - William T. Rowe: China’s Last Empire. The Great Qing. 2012.
- Charles Hucker: Official Titles in Imperial China. Stanford 1985.
- Michael Loewe, Edward L. Shaughnessy (Hrsg.): The Cambridge History of Ancient China. Cambridge University Press, Cambridge 1999.
- Frederick W. Mote: Imperial China 900–1800. Harvard University Press, Cambridge (Mass.) 1999 (mehrere Nachdrucke).
- Michael Schaller: The U.S. Crusade in China. 1938–1945. Columbia University Press, New York 1979, ISBN 0-231-04454-2.
- Endymion Porter Wilkinson: Chinese history. A manual. Revised and enlarged. Harvard Univ., Asia Center for the Harvard-Yenching Institute [u. a.], Cambridge (Mass.) 2000, ISBN 0-674-00249-0 (5. Auflage 2017; umfassende Erörterung der umfangreichen Quellen und modernen [vor allem englischen und chinesischen] Fachliteratur).

### Französisch
- Marie-Catherine Rey: Les trés riches heures de la Cour de Chine – chefs-d’oeuvre de la peinture impériale des Qing 1662–1796. Éd. de la Réunion des Musées Nationaux [u. a.], Paris 2006.
- David A. Palmer: La fièvre du Qigong – guérison, religion et politique en Chine, 1949–1999. Éd. de l’École des Hautes Études en Sciences Sociales, Paris 2005, ISBN 2-7132-2010-6
- Jean-Christophe Romer: Face aux barbares, marches et confins d’empires de la Grande Muraille [de Chine] au Rideau de Fer. Tallandier, Paris 2004, ISBN 2-84734-075-0
- Corinne Debaine-Francfort: La redécouverte de la Chine ancienne. Découvertes Gallimard, 1998